# Gustave Hermite
Pour les articles homonymes, voir Hermite.
Gustave Hermite (11 juin 1863 - 9 novembre 1914) est un aéronaute et physicien français, pionnier avec Georges Besançon du ballon-sonde. Il était le neveu de Charles Hermite, un des pères de l'analyse mathématique moderne.

## Biographie
Gustave Hermite est né à Nancy le 11 juin 1863,. Porté sur les sciences, il entreprend des études de chimie en 1884 au laboratoire de l'Académie de Neuchâtel en Suisse, puis se tourne vers l'astronomie. Sa première communication à l'Académie des sciences en 1884 traite d'ailleurs d'une lunette astronomique de sa conception,. En 1885, il devient membre de la Société astronomique de France. Il se lance alors dans l'invention et en 1887, il conçoit et réalise un télémètre, puis en 1888 c'est un petit hélicoptère captif mû par un moteur électrique attaché à une pile au sol,.
En 1889, il commence à expérimenter avec des engins plus lourds que l'air : petits aéroplanes propulsés par des fusées ou cerfs-volants utilisés comme moyen de traction, sur l'eau ou sur la glace. Le 17 août 1889, il effectue un premier vol en ballon libre et, avec son ami Georges Besançon, construit en 1889 le Sirius qui leur permettra de faire un voyage de Paris au Creusot en 16 heures avec une escale dans l'Yonne,.
En 1890-91, Hermite et Besançon planifient un vol par le pôle Nord mais le projet ne se concrétise pas, faute de financement. Les deux hommes passent alors aux ballons de haute altitude pour étudier l'atmosphère. Ils commencent par une série de petits ballons en papier remplis de gaz pour se familiariser avec la technique,. Le 17 septembre 1892, le premier ballon-sonde attesté de l'histoire s'envola en emportant un baromètre et un thermomètre à minima. Le ballon retomba au sol grâce à un parachute et les instruments purent être récupérés.
Ayant démontré la faisabilité du ballon-sonde, nom qu'ils lui donnent, et grâce à l'appui de l'Union aérophile de France, ils lancent ensuite une série de ballons capables d'emporter au-delà de 10 000 m une nacelle de plusieurs kilogrammes renfermant des appareils de mesure enregistreurs qui inaugurent la série des ascensions scientifiques internationales. En 1898, le français Léon Teisserenc de Bort organisera à l'Observatoire de météorologie dynamique de Trappes les débuts de l'exploration systématique grâce à cette avancée dans les ballons-sondes.
Gustave Hermite est décédé le 9 novembre 1914 à Bois-Colombes en banlieue parisienne.